# やぐら太鼓
『やぐら太鼓』（やぐらだいこ）は、1952年（昭和27年）製作・公開、マキノ雅弘・滝沢英輔共同監督による日本の長篇劇映画である。

## 略歴・概要
劇作家・小説家の長谷川幸延の『室戸岬』を原作に、マキノと滝沢が共同監督した。マキノにとっては1950年（昭和25年）の『殺陣師段平』以来の2年ぶりの幸延作品である。
二本柳寛が元力士・室戸崎こと鹿造を演じるほか、第7代出羽ノ海、千代の山雅信、羽黒山政司、照國萬藏、東富士欽壹ら、親方や現役の力士が本人役で登場する。

## ストーリー
田舎の運送屋に勤める鹿造（二本柳寛）は、元は力士・室戸崎であった。妻のおさと（高杉早苗）は当時に知り合った料亭の女中であった。一人息子の太郎（松岡慶樹）はやはり同じ年頃の子たちよりも体格がよく、相撲が好きな子に育ったのが、鹿造にはうれしかった。
鹿造の勤め先の事務員の道子（杉葉子）には恋人があり、恋人の横田（伊豆肇）は、力自慢で不良じみたところが道子には心配であった。氏神への奉納相撲に横田が出るというが、道子は鹿造に、横田の乱暴を封じるように頼んだ。しかし、鹿造は横田に負けてしまう。横田は根が悪い人物ではなかったらしく、道子とともに手にした賞金を鹿造に渡しに来る。鹿造は鹿造で、二人の結婚資金に使うよう、押し返すのだった。
東京相撲がこの田舎に来る。検査役席に鹿造は座ることができ、それが鹿造にとってはとてもうれしかった。

## スタッフ・作品データ
- 製作 : 滝村和男
- 監督 : マキノ雅弘、滝沢英輔
- 脚本 : 小国英雄、松浦健郎
- 原作 : 長谷川幸延『室戸岬』[1]
- 撮影 : 会田吉男
- 照明 : 横井総一
- 美術 : 南一美
- 録音 : 酒井栄三
- 音楽 : 服部良一
- 製作 : 滝村プロダクション
- 上映時間 （巻数 / メートル） : 81分 （9巻 / 2,207メートル）
- フォーマット : 白黒映画 - スタンダードサイズ（1.37:1） - モノラル録音
- 公開日 :  日本 1952年5月8日
- 配給 :  東宝

## キャスト
- 二本柳寛 - 鹿造（室戸崎）
- 藤原釜足 - 三太
- 渡辺篤 - 落語家ぜん馬
- 伊豆肇 - 横田
- 斎藤達雄 - 村田喜三郎
- 出羽ノ海 - 出羽ノ海親方（本人役）
- 千代ノ山 - 千代ノ山（本人役）
- 高杉早苗 - おさと
- 杉葉子 - 道子
- 松岡慶樹 - 太郎
- 清川玉枝 - 近所の内儀
- 羽黒山 - 土俵入り（本人役）
- 照國 - 土俵入り（本人役）
- 東富士 - 土俵入り （本人役）

## 註
1. 1 2  やぐら太鼓[リンク切れ]、キネマ旬報、2009年11月25日閲覧。
2. ↑  長谷川幸延、日本映画データベース、2009年11月25日閲覧。